# Hochgolling
Hochgolling är ett berg i Österrike.   Det ligger i distriktet Tamsweg och förbundslandet Salzburg, i den centrala delen av landet, 220 km sydväst om huvudstaden Wien. Toppen på Hochgolling är 2 862 meter över havet.
Terrängen runt Hochgolling är huvudsakligen bergig, men västerut är den kuperad. Hochgolling är den högsta punkten i trakten. Närmaste större samhälle är Schladming, 15,1 km norr om Hochgolling. 
Trakten runt Hochgolling består i huvudsak av gräsmarker. Runt Hochgolling är det ganska glesbefolkat, med 21 invånare per kvadratkilometer.